# Krabbvägstekel
Krabbvägstekel (Arachnospila trivialis) är en stekelart som först beskrevs av Anders Gustav Dahlbom 1843.  Krabbvägstekel ingår i släktet Arachnospila, och familjen vägsteklar. Arten är reproducerande i Sverige.